# Albert van Mecklenburg-Schwerin

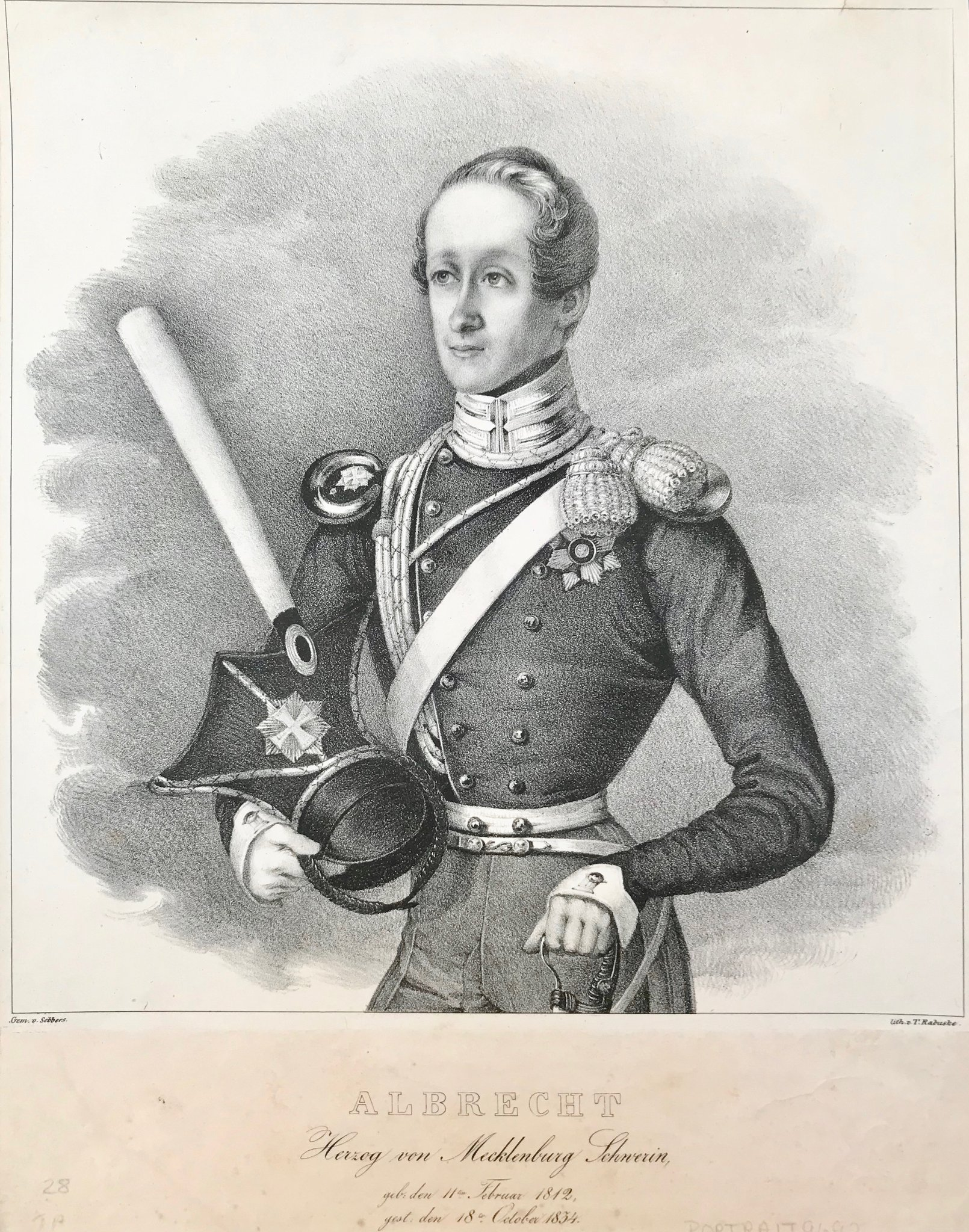
Albert van Mecklenburg-Schwerin

Albert van Mecklenburg-Schwerin (11 februari 1812 - 18 oktober 1834) was de oudste zoon van erfgroothertog Frederik Lodewijk van Mecklenburg-Schwerin en van diens tweede echtgenote Caroline van Saksen-Weimar-Eisenach. Hij overlijdt ongehuwd in 1834 op 22-jarige leeftijd.